# تیامتوکسام
تی‌آمتوکسام (به انگلیسی: Thiamethoxam) یک ترکیب شیمیایی با شناسه پاب‌کم ۵۴۸۵۱۸۸ است. 